# Adam Sołowij
Adam Jan Sołowij (ur. 26 maja 1859 w Poturzycy, zm. 3/4 lipca 1941 we Lwowie) – polski położnik ginekolog, profesor Uniwersytetu Jana Kazimierza we Lwowie.
Studiował medycynę na Uniwersytecie Jagiellońskim w Krakowie i uzyskał w 1884 stopień doktora wszech nauk lekarskich. Następnie do 1887 specjalizował się w Wiedniu z położnictwa i ginekologii Rudolfa Chrobaka. Od 1908 profesor Uniwersytetu Lwowskiego. Oprócz wykładów na Uniwersytecie pracował jako ordynator Oddziału Ginekologiczno-Położniczego Państwowego Szpitala Powszechnego we Lwowie i dyrektor Szkoły Położnych.
3 lipca 1941, już jako emeryt, został aresztowany przez Einsatzkommando zur besonderen Verwendung pod dowództwem Brigadeführera dr Karla Eberharda Schöngartha i zamordowany na Wzgórzach Wuleckich we Lwowie wraz z grupą 25 profesorów uczelni lwowskich.  Był najstarszą z ofiar, rozstrzelany został również jego wnuk, 19-letni Adam Mięsowicz.